# Republic of Singapore Air Force
Die Republic of Singapore Air Force (RSAF) sind die Luftstreitkräfte der Republik Singapur und die dritte Teilstreitkraft der Singapore Armed Forces. Sie hat eine Personalstärke von über 13.000, außerdem ist sie die mit Abstand kampfkräftigste Luftstreitkraft in Südostasien. Die Luftwaffe betreibt auch ein offizielles Kunstflugteam, die Black Knights.
Organisatorisch besteht die RSAF seit 2007 unterhalb des Führungsstabes mit seinen verschiedenen Abteilungen aus fünf Kommandos, dem Air Defence Operations Command (ADOC), dem Air Combat Command (ACC), dem Participation Command (PC), dem Air Power Generation Command (APGC) und dem Unmanned Aerial Vehicle (UAV) Command (UC). Die fliegenden Einheiten unterstehen dem ACC und die Militärflugplätze dem APGC.

## Geschichte

### Die Royal Air Force in Singapur
Die ersten RAF-Pläne für eine Station in der damaligen britischen Kronkolonie Singapur stammen aus dem Jahr 1921, welche schließlich zur Gründung von RAF Seletar, einer Basis für Land- und Wasserflugzeuge bzw. Flugboote, führte, auf der 1928 die ersten Supermarine Southampton eintrafen.
Ein erstes Regionalkommando, welchem sämtliche Einheiten im Fernen Osten unterstellt wurden, stellte die RAF 1930 in Singapur unter dem Namen Royal Air Force Singapore auf. Dieses war von 1933 bis zur Eroberung Singapurs durch die japanische Invasion Malayas als Headquarters Air Force Far East Command bekannt.
Im bengalischen „Exil“ stellt Lord Mountbatten, der britische Oberbefehlshaber in Südostasien, 1943 das Air Command, South East Asia auf, welches zunächst 1946, mittlerweile wieder in Singapur, den Namen RAF Air Command Far East, bevor es Mitte 1949 den Namen Far East Air Force (FEAF) erhielt. Ab 1946 begann auch der Flugbetrieb in RAF Changi, heute einer der verkehrsreichsten Flughäfen weltweit und seit dem Zweiten Weltkrieg auch bekannt als Standort des berüchtigten Kriegsgefangenenlagers Changi. In den späten 1940er und 1950er Jahren flog die RAF von Singapur aus Kampfeinsätze im Rahmen der Unruhen in Malaya. Hierbei kamen auch Maschinen der Royal Australian Air Force sowie der Royal New Zealand Air Force, die hierzu in RAF Tengah stationiert wurden, zum Einsatz.
1962 erfolgte die Verschmelzung der FEAF zum Teilstreitkräfte übergreifenden Far East Command, welches bis zum endgültigen Rückzug Großbritanniens aus Singapur 1971 bestand. Die 1960er sahen Einsätze im Rahmen der Konfrontation mit den Philippinen und Indonesien um Sarawak und Sabah. In RAF Seletar lagen in diesen Jahren Transporter und Helikopter, während die meisten Kampfflugzeuge nach wie vor von RAF Tengah aus eingesetzt wurden. Ab 1967 begann auch der militärische Flugbetrieb auf dem bisher ausschließlich zivil genutzten Flughafen Paya Lebar, über den ab da insbesondere Langstreckentruppentransporte abgewickelt wurden.
In den zirka fünf Jahrzehnten der RAF Flugoperationen waren eine Vielzahl verschiedener Flugzeugtypen und Staffeln auf den RAF Stations in Singapur stationiert. Eine Vielzahl diesbezüglicher Details findet sich auf der entsprechenden englischen Seite über die RSAF, der dortigen Far East Air Force (Royal Air Force) Seite sowie den Links zu den einzelnen Flugplätzen.
Eine Einheit sei an dieser Stelle jedoch erwähnt: Mehrfach in Singapur stationiert bzw. dem dortigen Regionalkommando unterstellt, zunächst mit Short Sunderland Flugbooten und später mit Westland Whirlwind Transporthubschraubern, war die 230 Squadron. Das Vorbild ihres noch heute verwendeten Staffelwappens, es zeigt einen Tiger vor einer Palme, war das Logo der örtlichen Tiger Brewery. Die Staffel adaptierte es bei ihrem ersten Aufenthalt in Singapur vor dem Zweiten Weltkrieg. Auch ihr malayisches Motto, „Kita Chari Juah“ (Wir streben weit), erinnert an die früheren Verbindungen nach Südostasien. Die Staffel gehörte übrigens mit ihren Whirlwinds und in den 1980er Jahren erneut, diesmal mit Pumas, zur RAF Germany.

### Die Republic of Singapore Air Force

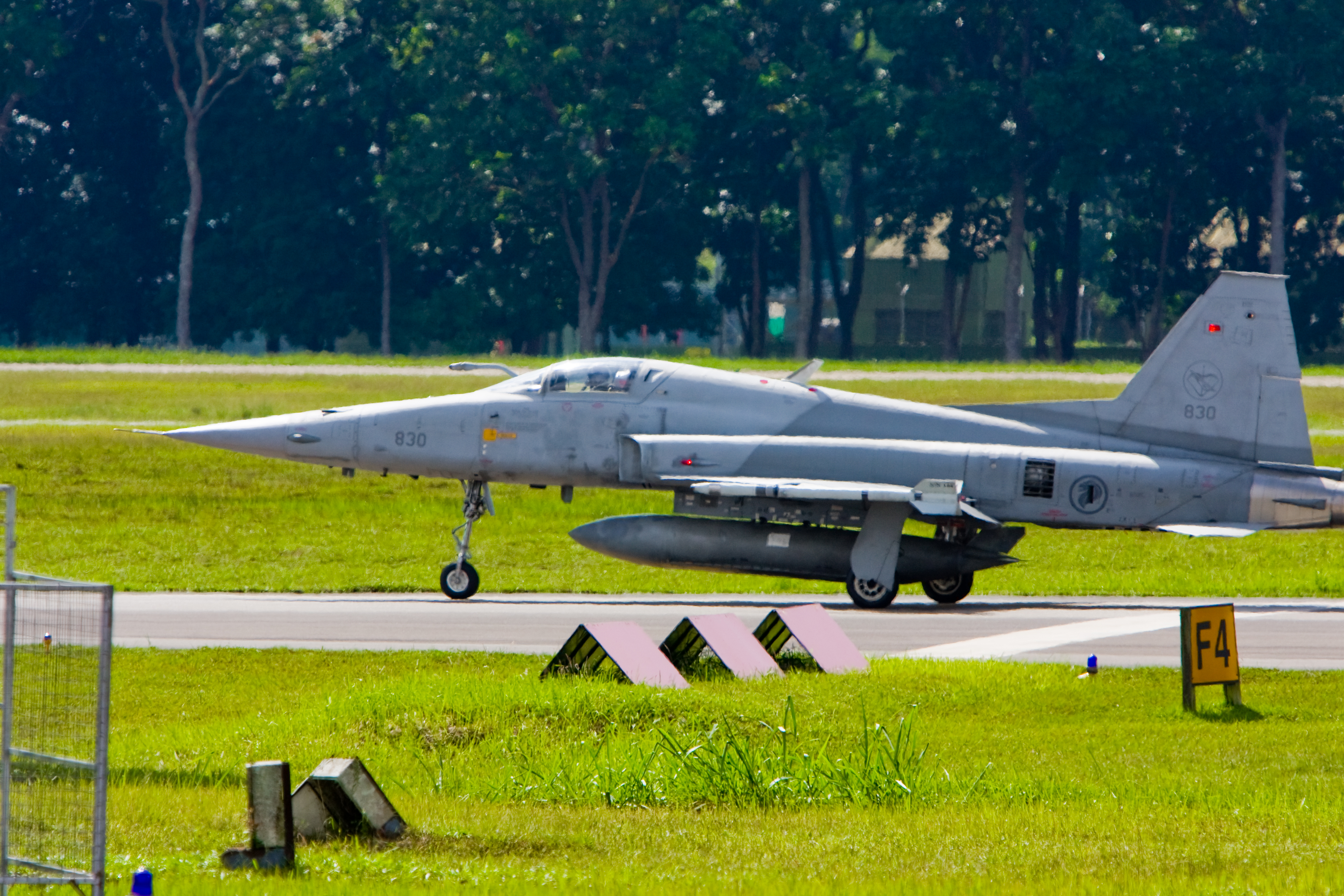
F-5S der No. 144 Squadron

1968 gab Großbritannien den Rückzug aller Auslandstruppen östlich des Suezkanals bekannt. Dadurch sah sich Singapur, das erst wenige Jahre zuvor als von Malaysia unabhängiger Stadtstaat gegründet worden war, gezwungen, innerhalb kürzester Zeit eigene Luftstreitkräfte aufzustellen, da der bisherige Schutz durch die Royal Air Force wegfiel.
Gleich 1968 wurde als erste Maßnahme das Singapore Air Defence Command (SADC) aufgestellt. Die erste Aufgabe war das Training des Personals, wobei Großbritannien hier noch Hilfestellung leistete. Im folgenden Jahr wurden hierzu zunächst einmotorige Sportflugzeuge Cessna 172 und später Jettrainer vom Typ BAC Strikemaster beschafft.
Im folgenden Jahr übernahm man von der ehemaligen Kolonialmacht die ersten Hawker Hunter Kampfjets. Eine nächste große Aufgabe kam Ende 1971 durch die Übernahme des Betriebes der fünf bisherigen RAF Stations, die bis auf Seletar noch heute als Air Base bestehen (Übersicht siehe unten). Weitere Flugzeugmuster liefen in die Folgejahren zu, neben Douglas A-4 Skyhawks auch die ersten Transporter vom Typ Short Skyvan, bevor zum April 1975 das Kommando den heutigen Namen Republic of Singapore Air Force erhielt.
Die folgenden Jahrzehnte standen im Zeichen einer zunächst stetigen Vergrößerung und später konsequenten Modernisierung zur wichtigsten Luftstreitkraft in Südostasien. Aufgrund der Expansion wurden parallel Einheiten, insbesondere zur Schulung, auf Stützpunkten befreundeter Staaten in Übersee stationiert (Übersicht siehe unten).
Hierzu erwarb das Land 1996 vier Boeing KC-135R Stratotanker, zuvor besaß das Land lediglich einige kleinere Lockheed KC-130B/H Hercules-Tanker, die bis Juni 2019 in Dienst standen. Sie wurden ab 2018 durch sechs Airbus A330 MRTT ersetzt.

## Ausrüstung

### Flugzeuge
Stand Ende 2010
- Kampfflugzeuge

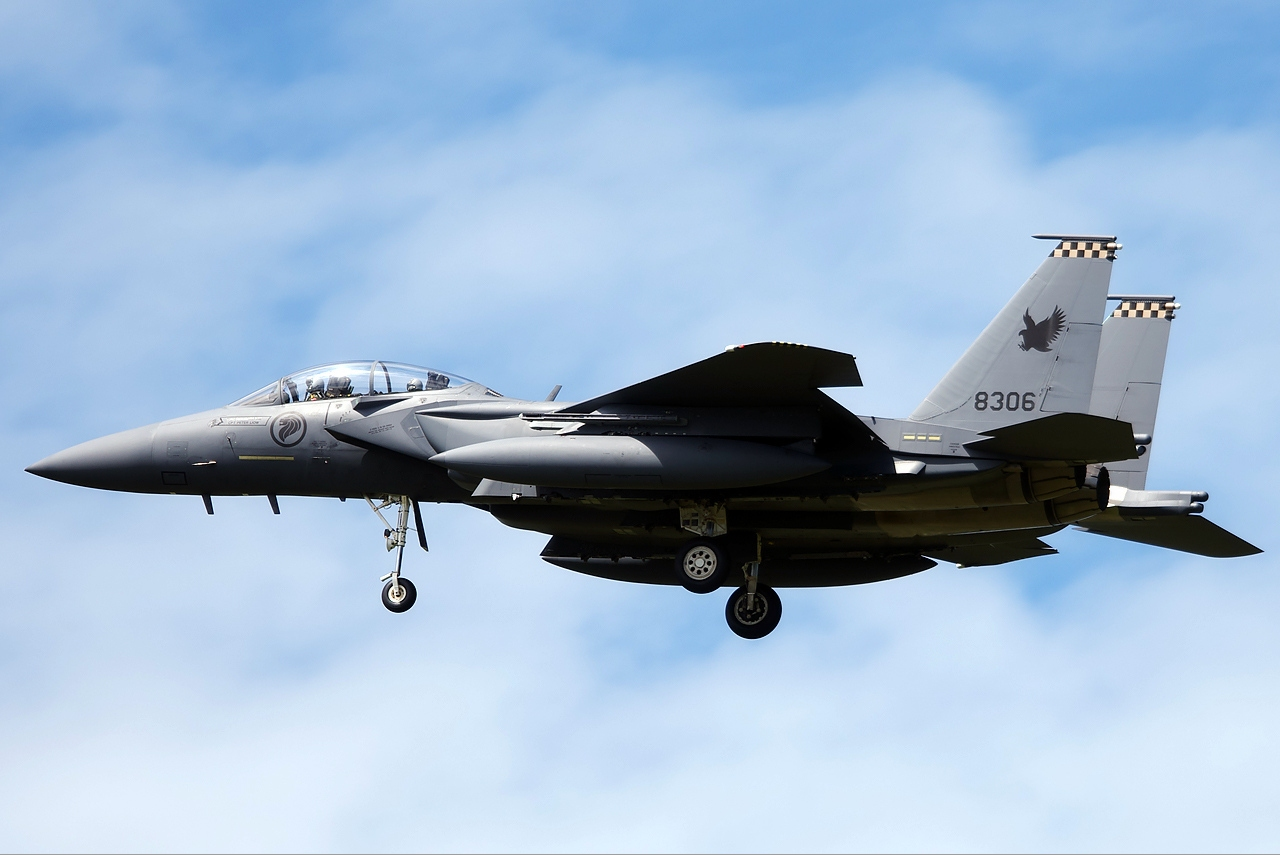
RSAF F-15SG Eagle

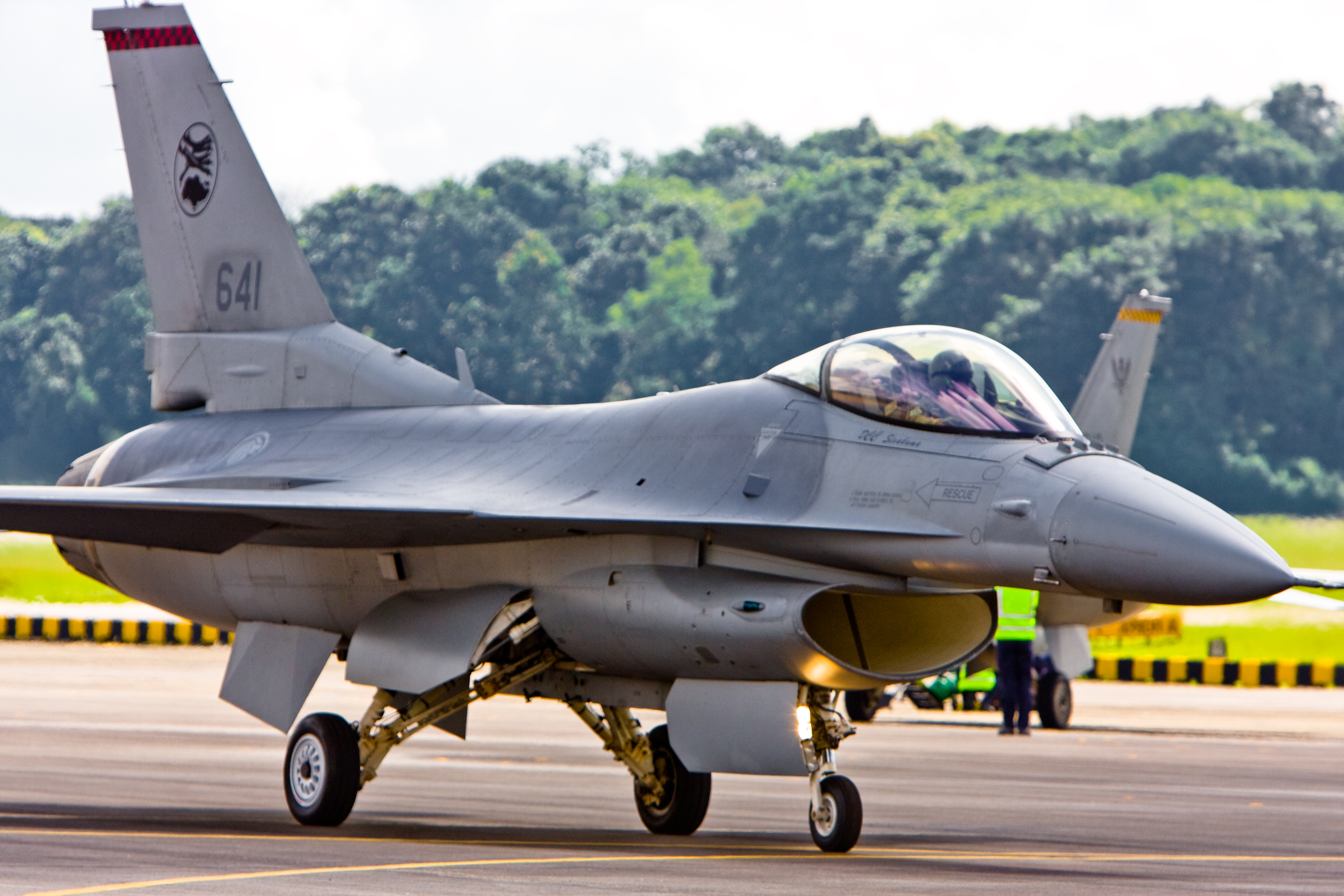
F-16C der No. 140 Squadron

  - 18 Boeing F-15SG Eagle, Mehrzweckkampfflugzeuge (inzwischen offenbar insgesamt 40 bestellt[4])
  - 62 Lockheed Martin F-16C/D Fighting Falcon, Mehrzweckkampfflugzeuge (22 F-16C, 40 F-16D)
  - 26 Northrop F-5S Tiger II, Mehrzweckkampfflugzeuge (Anzahl rückläufig)
  - 7 Douglas A-4SU Skyhawk, Jagdbomber (werden durch F-15 ersetzt)
- Aufklärungsflugzeuge
  - 5 Fokker 50 MPA, Patrouillenflugzuege
  - 4 Northrop Grumman E-2C Hawkeye, Frühwarnflugzeuge
  - 2 Gulfstream G550 CAEW, Frühwarnflugzeuge (2 weitere bestellt)

- Tank- und Transportflugzeuge

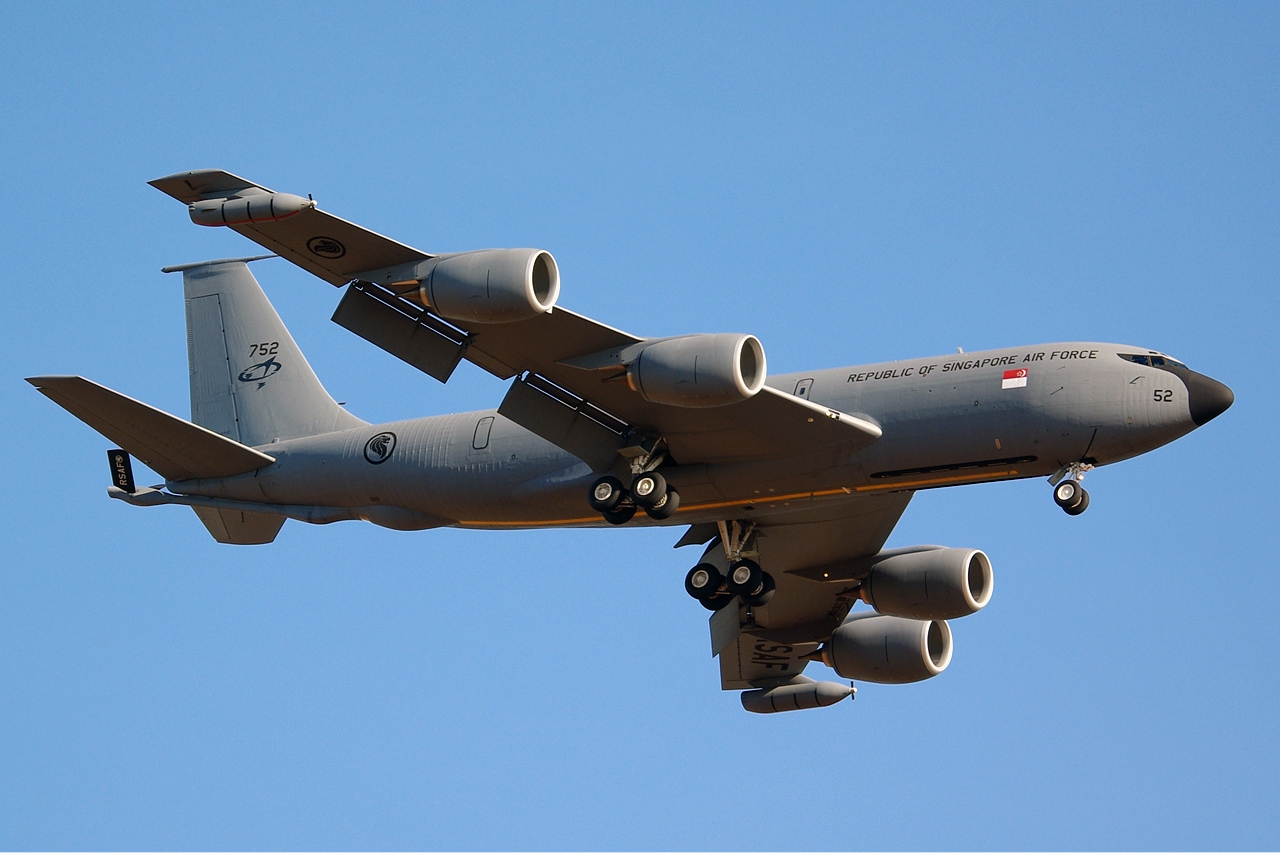
RSAF KC-135R Stratotanker

  - 4 Boeing KC-135R Stratotanker Tankflugzeuge (bis 2019, Ersatz durch 6 Airbus A330 MRTT seit 2018)
  - 5 Lockheed KC-130B/H Hercules Tankflugzeuge
  - 5 Lockheed C-130H Hercules, Transportflugzeuge
  - 4 Fokker 50, Transportflugzeuge
- Trainingsflugzeuge
  - 14 Douglas TA-4SU Skyhawk, Fortgeschrittenentrainer
  - 12 Aermacchi M-346, Fortgeschrittenentrainer
  - 19 Pilatus PC-21, Basistrainer
  - 9 Northrop F-5T Tiger II, Fortgeschrittenentrainer (Anzahl rückläufig)

### Hubschrauber
- 31 Eurocopter AS332M Super Puma / AS332UL/AL Cougar Transporthubschrauber
- 1 Bell 412 Transporthubschrauber
- 16 CH-47SD Chinook Transporthubschrauber
- 6 Sikorsky S-70B Seahawk Bordhubschrauber (2 weitere 2018 geliefert, betrieben für die Marine[5])
- 19 AH-64D Apache Kampfhubschrauber
- 5 Eurocopter EC120 Colibri (5 weitere bestellt)

## Luftwaffenstützpunkte
Auf dem eigenen Territorium betreibt die RSAF vier Militärflugplätze, allesamt ehemalige Royal Air Force Stations:
- Changi Air Base, Basis von Transport-/Tank- (A330), Seeaufklärungs- (F50) und Kampfflugzeuge (F-16), 112, 121 und 145 Squadron – die F-16-Staffel liegt auf der Ostseite, die übrigen beiden liegen auf der Westseite des Airports. Changi-Ost wird im Zusammenhang mit der geplanten Schließung Paya Lebars und der Erweiterung des zivilen Bereichs von Changi weiter ausgebaut.
- Paya Lebar Air Base, Basis von Transport- (C-130) und Kampfflugzeugen (F-15), 122, 142 und 149 Squadron,[6] soll geschlossen werden und die Einheiten sollen nach Tengah bzw. Changi-Ost verlegt werden
- Sembawang Air Base, Haupteinsatzbasis der Helikopter
- Tengah Air Base, Basis der Frühwarn- und der meisten Kampfflugzeuge, wird im Zusammenhang mit der Schließung Paya Lebars erweitert

Auf Grund des beengten Luftraumes betreibt die RSAF eine Reihe permanenter Detachments in verschiedenen Ländern, die meist aus Trainingsstaffeln bestehen:
- Australien
  - RAAF Base Pearce, Western Australia, Flugschule für Fortgeschrittenentraining (S. 211), 130 Squadron
  - Oakey Army Aviation Centre, Queensland, Umschulung (Cougar, Chinook), 126 Squadron und 127 Squadron (Detachment)[7] soll geschlossen werden und die Einheiten sollen nach Tengah bzw. Changi-Ost verlegt werden
- Frankreich
  - Militärflugplatz Cazaux, Aquitaine, Frankreich, Fortgeschrittentraining (M-346), 150. Squadron

- Vereinigte Staaten von Amerika

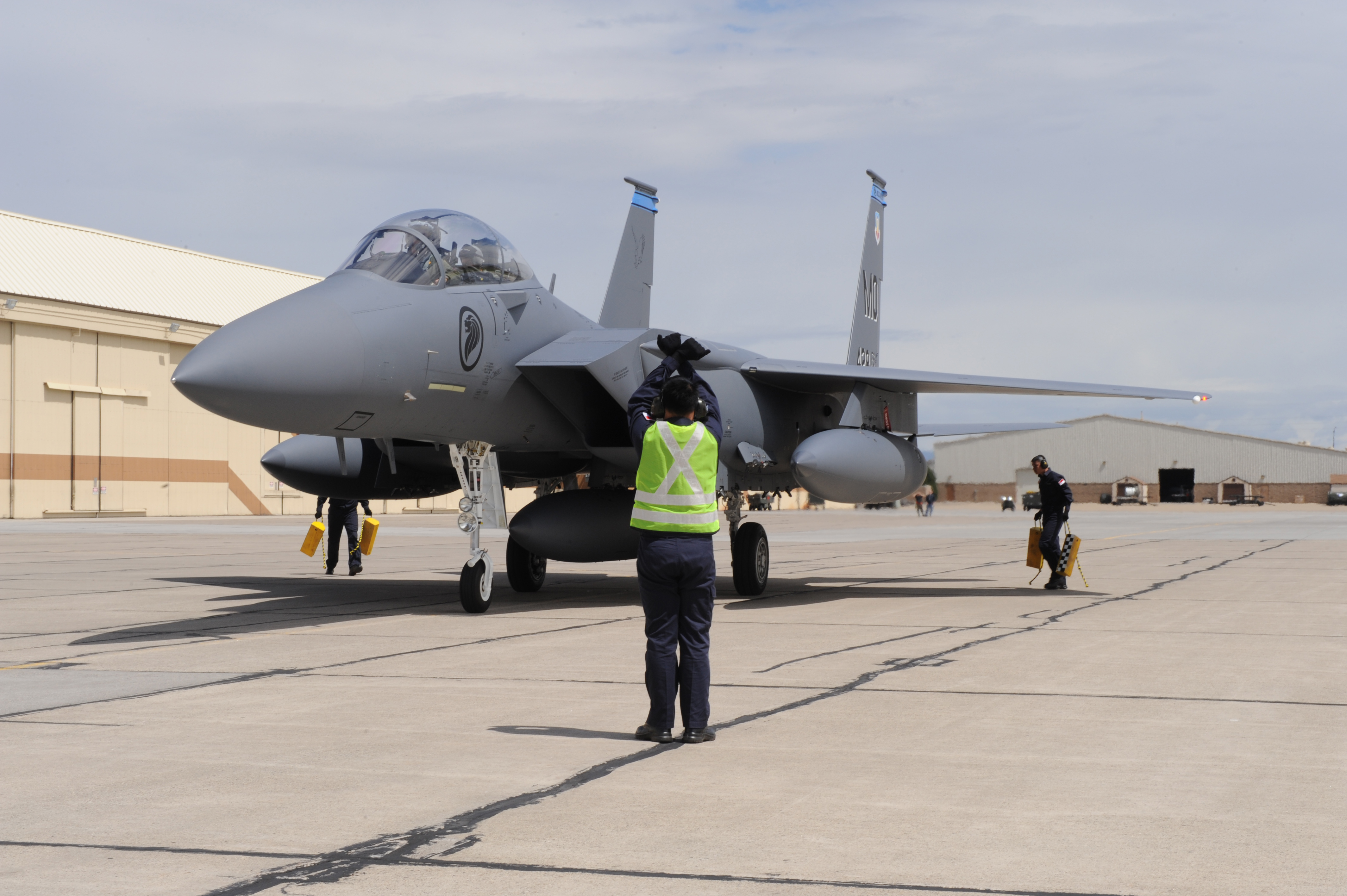
F-15SG der 428. Fighter Squadron in Mountain Home AFB

  - Luke Air Force Base, Arizona, Umschulung (F-16), 425. Fighter Squadron
  - Silverbell Army Heliport, Pinal Airpark, Arizona, Umschulung (Apache), G/149th AVN
  - Mountain Home Air Force Base, Idaho, Umschulung (F-15), 428. Fighter Squadron

Die permanent in den USA stationierten Maschinen tragen teilweise amerikanische Hoheitsabzeichen und die Einheiten sind formal Bestandteile der amerikanischen Streitkräfte (USAF bzw. US Army). Die F-15 und F-16-Umschulungen sollten bis Ende der 2020er Jahre auf die Andersen Air Force Base auf Guam verlegt werden, die Verlegung der F-15 wird allerdings inzwischen nicht weiterverfolgt. Der Hintergrund des Plans war zum einen die Möglichkeit über Wasser zu trainieren, was den örtlichen Gegebenheiten der Inselrepublik besser gerecht worden wäre als derzeit tief im US-amerikanischen Binnenland. Zum anderen könnte eine ggf. erforderliche werdende kurzfristige Überführung nach Singapur schneller erfolgen. Die F-16 Umschulung soll nunmehr auf die Ebbing Air National Guard Base verlegt werden.
Kürzere Verlegungen, die in der Regel einige Wochen oder Monate dauern, erfolgen darüber hinaus regelmäßig auf weitere Flugplätze Australiens, Malaysias, Thailands und Bangladeschs.